# The Other Side (песня)
The Other Side — песня американской альтернативной рок-группы Evanescence из их третьего студийного альбома Evanescence.

## О песне
Авторами песни выступили Эми Ли, Терри Бальзамо, Тим Маккорд и Уилл Хант. Продюсером песни стал Ник Рэскаленикс. Песня стала четвёртым синглом из альбома, причём была выпущена исключительно для радио. Текст песни повествует о потере, которая воспринимается с мыслью о том, что близкого человека больше нет, но любовь к нему остаётся. Изначально группа объявила, что «The Other Side» станет третьим полноценным синглом, но в дальнейшем было принято решение, что третьим полноценным синглом станет песня «Lost in Paradise». В интервью для Fuse TV Ли объявила, что песня поступит в ротацию на радио 11 июня, и что на песню не будет снят видеоклип. 30 августа на видеохостинге YouTube было выпущено «лирик-видео» на песню. По словам Ли, изначально у песни было более грубое звучание. После попадания на радио песня дебютировала под вторым номером в хит-параде Active Rock Radio и под 47 номером в американском радио хит-параде.

## Чарты
| Чарт              | Высшая позиция |
| ----------------- | -------------- |
| Active Rock Radio | 2              |
| US Radio          | 47             |